# Caesar Belser
(en) Statistiques sur pro-football-reference
Caeser Edward Belser Jr., connu sous les noms de Caesar Belser ou de Ceasar Belser, né le 13 septembre 1944 à Montgomery et mort le 5 mars 2016 à Hurst, est un joueur américain de football américain et de football canadien.

## Biographie

### Enfance
Belser étudie dans plusieurs établissements scolaires pendant son enfance comme la St. Jude Educational Institute et la Alabama State Laboratory High School. Au sein de la George Washington Carver High School de Montgomery, il fait sa dernière année lycéenne et entre dans l'équipe de football américain comme running back. Il entre ensuite à l'université AM&N de l'Arkansas, aujourd'hui appelé université de l'Arkansas à Pine Bluff après avoir décroché une bourse en 1962. 

### Carrière

#### Université
De 1962 à 1965, Belser évolue dans l'effectif des Golden Lions de l'Arkansas. Il est défini comme l'un des meilleurs joueurs de l'histoire du programme et est introduit, en 2007, au temple de la renommée de la faculté.

#### Professionnel
Caesar Belser est sélectionné au dixième tour de la draft 1966 de la NFL par les Redskins de Washington au 145e choix. Cependant, il n'intègre pas l'effectif professionnel et est envoyé deux ans dans les territoires de développement pour se former, passant par les Sailors de Virginie en Atlantic Coast Football League et les Beavers de Montréal avec la Continental Football League tout en étant sous contrat avec les Chiefs de Kansas City. En 1968, il joue ses premiers matchs comme professionnel et réalise une carrière comme remplaçant, remportant tout de même le Super Bowl IV avec Kansas City.
En 1970, le défenseur est échangé aux Bengals de Cincinnati contre un choix de draft supplémentaire conditionné mais n'est pas conservé et est repris par les Bills de Buffalo. Libéré au début de la saison, Belser revient chez les Chiefs et retrouve un rôle de second couteau. Belser part ensuite au Canada en 1972 et signe avec les Eskimos d'Edmonton où il joue pendant deux saisons en Ligue canadienne de football.
Invité à revenir une nouvelle fois à Kansas City, Belser passe un mois dans son ancienne équipe lors de l'intersaison 1975 avant de signer avec les 49ers de San Francisco. Il met un terme à sa carrière après une année du fait de multiples blessures à la cheville et un souci important au pied. Victime d'un cancer du poumon et de douleurs neurologiques, il meurt le 5 mars 2016, laissant son fils Jason Belser, joueur professionnel, sa fille et sa femme.[non neutre]